# Polytelini
Tribul Polytelini aparține familiei de papagali Psittaculidae și este format din trei genuri.
Genul Alisterus
- Alisterus scapularis
- Alisterus amboinensis
- Alisterus chloropterus

Genul Aprosmictus
- Aprosmictus jonquillaceus
- Aprosmictus erythropterus

Genul Polytelis
- Polytelis swainsonii
- Polytelis anthopeplus
- Polytelis alexandrae